# Stephenia doubledayi
Stephenia doubledayi is een vlinder uit de familie van de Nymphalidae. De wetenschappelijke naam van deze soort is voor het eerst voorgesteld, als Acraea doubledayi, door Félix Édouard Guérin-Méneville in een publicatie uit 1849.

## Verspreiding
Deze soort komt voor in de droge savannes en wadi's van Zuidwest-Saudi-Arabië, Jemen, Oost-Zuid-Soedan, Ethiopië, Somalië en Noord-Kenia.

## Waardplanten
De rups leeft op Adenia-soorten (Passifloraceae).

## Ondersoorten
- Stephenia doubledayi doubledayi (Guérin-Méneville, 1849) (Oost-Zuid-Soedan, Ethiopië, Somalië, Noord-Kenia)
  - = Acraea gaekwari Sharpe, 1901
- Stephenia doubledayi azvaki (d’Abrera, 1980) (Zuidwest-Saudi-Arabië, Jemen)
  - = Acraea doubledayi azvaki d’Abrera, 1980
  - = Acraea doubledayi arabica Eltringham, 1912